# Iraota nicevillei
Iraota nicevillei är en fjärilsart som beskrevs av Butler 1901. Iraota nicevillei ingår i släktet Iraota och familjen juvelvingar. Inga underarter finns listade i Catalogue of Life.